# Берковичи, Дэвид
Дэвид Берковичи (David Bercovici) — американский геофизик, специалист по геофизической и геологической гидроаэродинамике. Доктор философии (1989). Профессор Йельского университета, член Национальной АН США (2018).

## Биография
Окончил Harvey Mudd College (бакалавр физики, 1982). Степени магистра (1987) и доктора философии (1989) по геофизике и космической физике получил в Калифорнийском университете в Лос-Анджелесе. Одновременно с 1985 года работал в последнем ассистент-исследователем. В 1989—1990 гг. постдок в Woods Hole Oceanographic Institution. C 1990 по 2001 год преподавал в Гавайском университете: ассистент-профессор, с 1995 года ассоциированный профессор, с 1998 года полный профессор, в 1999—2000 гг. заведовал кафедрой геологии и геофизики. С 2001 года профессор Йельского университета, с 2011 года именной профессор (Frederick William Beinecke Professor) геофизики, в 2006—2012 гг. и вновь с 2018 года заведующий кафедрой геологии и геофизики; в 2015—2016 гг. содиректор Yale Climate and Energy Institute. Являлся приглашённым исследователем в Национальном центре научных исследований в Высшей нормальной школе Лиона во Франции.
Член Американской академии искусств и наук (2015), фелло Американского геофизического союза (1996).
Награды и отличия
- Presidential Young Investigator Award[англ.], Национальный научный фонд (1994—1999)
- Board of Regents Medal for Excellence in Research Гавайского университета (1996)
- James B. Macelwane Medal[англ.] Американского геофизического союза (1996)
- Caswell-Silver Distinguished Lecturer, Университет Нью-Мексико (2004)
- Zatman Memorial Lecturer, Университет Вашингтона в Сент-Луисе (2008)
- Francis Birch Lecturer Американского геофизического союза (2014)